# Nevada Smith
Nevada Smith es una película estadounidense del género western de 1966 dirigida por Henry Hathaway y protagonizada por Steve McQueen, Karl Malden, Brian Keith, Arthur Kennedy y Suzanne Pleshette. Producida por Embassy Pictures y Solar Productions, la distribución corrió a cargo de la Paramount Pictures. La película es una precuela de la novela de 1961 de Harold Robbins The Carpetbaggers, con Alan Ladd haciendo el papel de McQueen. "Nevada Smith" describe el primer encuentro de Smith con otro personaje de The Carpetbaggers, Jonas Cord, pero las historias de las dos películas no están relacionadas. La banda sonora fue compuesta por Alfred Newman y la fotografía, rodada en Eastmancolor y Panavision, por Lucien Ballard.

## Argumento
En el Oeste americano de 1890, los forajidos Bill Bowdre, Jesse Coe y Tom Fitch roban, torturan y matan brutalmente al padre blanco y la madre kiowa del joven Max Sand. Este jurará vengar sus muertes. 

## Reparto
| - Steve McQueen como Max Sand, a.k.a. Nevada Smith - Karl Malden como Tom Fitch - Brian Keith como Jonas Cord - Arthur Kennedy como Bill Bowdre - Suzanne Pleshette como Pilar - Raf Vallone como Padre Zaccardi - Janet Margolin como Neesa - Pat Hingle como Big Foot - Howard Da Silva como Warden - Martin Landau como Jesse Coe - Paul Fix como Sheriff Bonnell - Gene Evans como Sam Sand - Josephine Hutchinson como la Señora Elvira McCanles - John Doucette como Tío Ben McCanles - Val Avery como Buck Mason | - Sheldon Allman como Sheriff - Lyle Bettger como Jack Rudabough - Bert Freed como Quince - David McLean como Romero - Steve Mitchell como Buckshot - Merritt Bohn como piloto del bote - Sandy Kenyon como banquero - Ric Roman como Cipriano - John Lawrence como Hogg - Stanley Adams como tendero - George Mitchell como pagador - John Litel como Doctor - Ted de Corsia como Hudson (Bartender) - Joanna Moore como Angie Cole |

## Producción
Nevada Smith se rodó en 46 localizaciones distintas del Inyo National Forest (en lugares del Sur de California y el suroeste de Nevada) y en el valle Owens (al sur de California) y al este de las montañas de Sierra Nevada.